# Acanthurus lineatus
O cirurgião-zebra (Acanthurus lineatus) é um peixe do género Acanthurus. Os machos grandes e agressivos desta espécie territorial e agressiva guardam as áreas de alimentação e controlam um hárem de fêmeas. Este peixe cirurgião é muitas vezes observado nas águas turbulentas, mas bem arejadas, da zona de rebentação junto à face virada para o largo dos recifes expostos-geralmente a menos 3 metros de profundidade.